# 格雷戈里·博热
格雷戈里·博热（法語：Grégory Baugé，1985年1月31日—），生于迈松拉菲特，法国自行车运动员。博热曾参加2008年、2012年和2016年三届奥林匹克运动会，共收获三枚银牌和一枚铜牌。